# Kuchlholz
Kuchlholz ist eine Wüstung auf dem Gebiet der Stadt Landau an der Isar.
Die ehemalige Einöde Kuchlholz war ein Gemeindeteil der Gemeinde Höcking in Niederbayern. Die Lage des Anwesens auf der Gemarkung Höcking war nördlich des Waldgebietes Kuchlholz, zwischen Oberhöcking und Stockpoint. Historischer Name des Orts war auch Rahmöd oder Ramed. Letztmals im Amtlichen Ortsverzeichnis für Bayern als Gemeindeteil genannt wird Kuchlholz in der Ausgabe von 1964.
Einwohner- und Gebäude-/Hofzahlen
- 1861: 11 Einwohner, 4 Gebäude[6]
- 1871: 7 Einwohner, 3 Gebäude[7]
- 1900: 6 Einwohner, 1 Wohngebäude[8]
- 1925: 8 Einwohner, 1 Wohngebäude[4]
- 1950: 16 Einwohner, 2 Wohngebäude[3]
- 1961: 7 Einwohner, 2 Wohngebäude[5]